# حق رأی‌گیری مردانه جهانی
حق رای‌گیری مردانه جهانی (انگلیسی: Universal manhood suffrage) نوعی از حق رأی که در آن کلیه شهروندان بزرگسال مرد در یک سیستم سیاسی مجاز به رأی دادن هستند، صرف نظر از درآمد، دارایی، مذهب، نژاد یا هر صلاحیت دیگر.